# Kolga (Kuusalu)
Kogla – miasteczko w Estonii, w prowinji Harju, w gminie Kuusalu.